# Glaucha (Zschepplin)

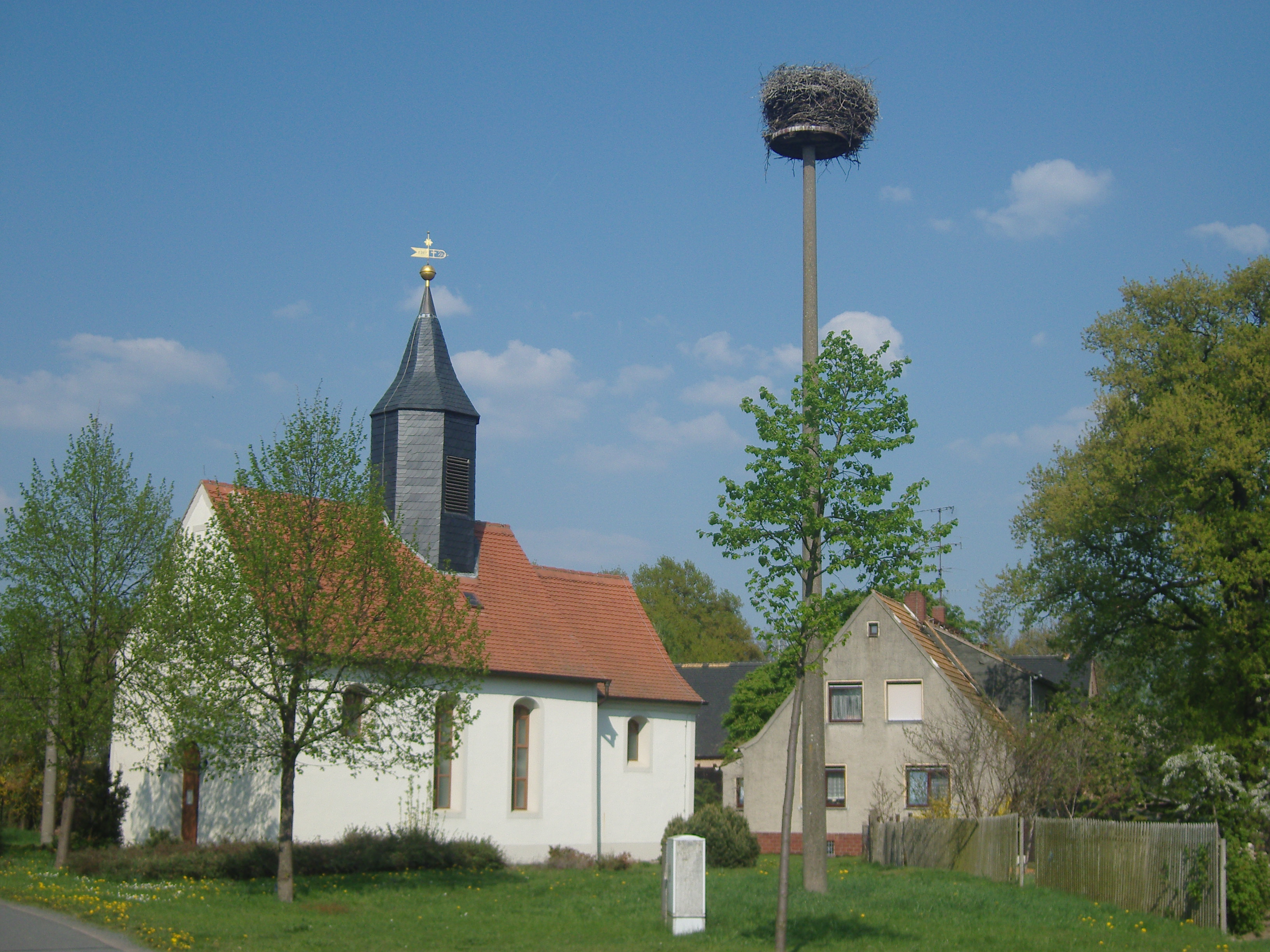
Kirche in Oberglaucha mit Storchennest

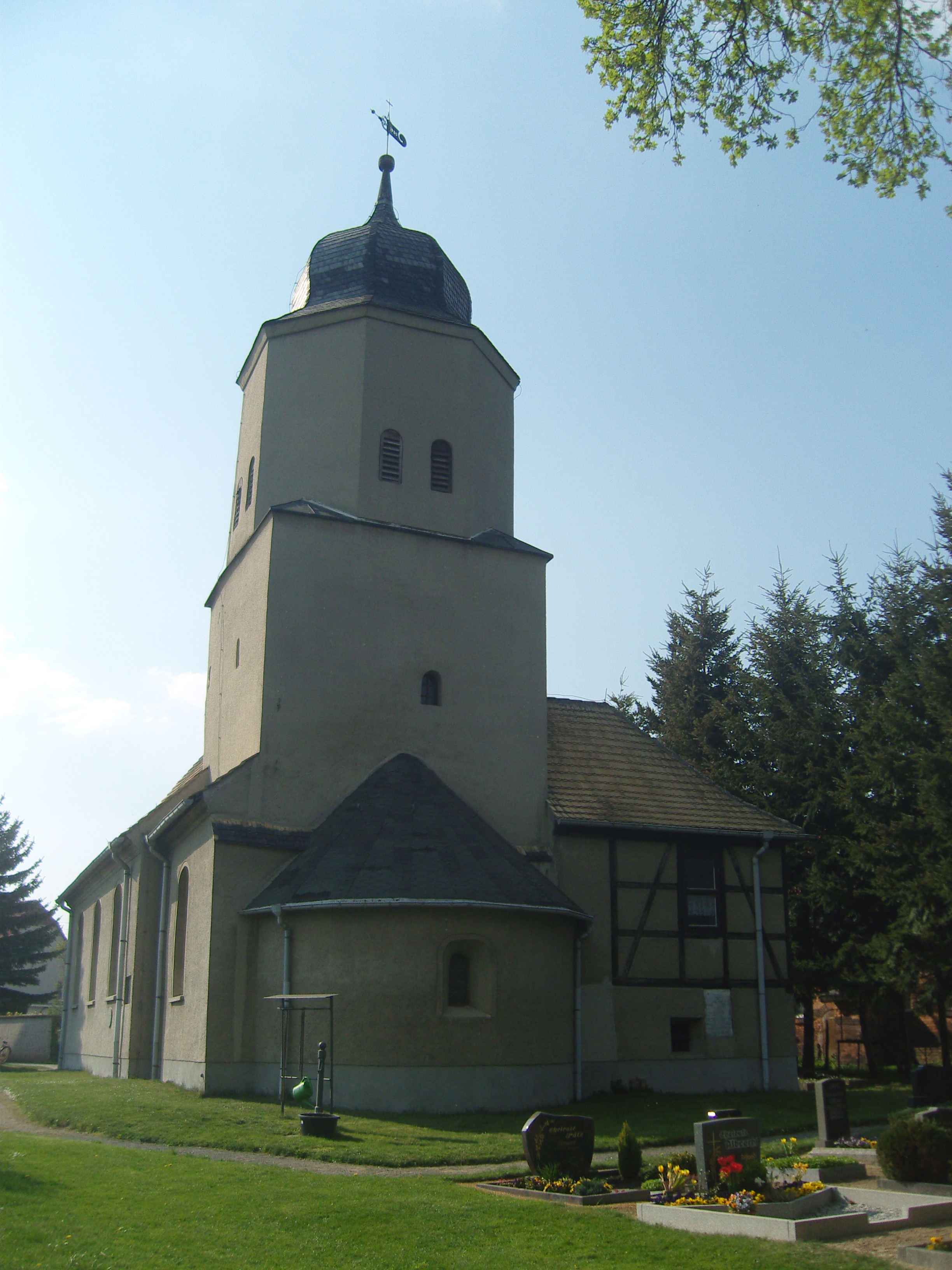
Kirche in Niederglaucha

Glaucha ist ein Ortsteil der Gemeinde Zschepplin im Landkreis Nordsachsen in Sachsen.

## Geografie
Glaucha liegt an der Bundesstraße 107 zwischen den Städten Eilenburg und Bad Düben. Eine nicht klassifizierte Straßenverbindung führt von Glaucha nach Hohenprießnitz. Östlich des Ortes fließt die Mulde vorbei. Durch Glaucha verläuft der Muldentalradwanderweg. Der Ortsteil gliedert sich in die zwei Siedlungsbereiche Ober- und Niederglaucha.

## Geschichte
Ober- und Niederglaucha gehörten bis 1815 zum kursächsischen, später königlich-sächsischen Amt Eilenburg. Durch die Beschlüsse des Wiener Kongresses kamen beide Orte zu Preußen. Sie wurden 1816 dem Kreis Delitzsch im Regierungsbezirk Merseburg der Provinz Sachsen zugeteilt, zu dem sie bis 1952 gehörten.
Die Gemeinde Glaucha entstand am 20. Juli 1950 aus dem Zusammenschluss der beiden Landgemeinden Oberglaucha und Niederglaucha. Im Zuge der zweiten Kreisreform in der DDR im Jahr 1952 wurde Glaucha dem Kreis Eilenburg im Bezirk Leipzig angeschlossen, welcher 1994 im Landkreis Delitzsch aufging. Am 1. Januar 1999 wurde Glaucha mit vier weiteren Gemeinden zur Gemeinde Zschepplin zusammengeschlossen.

### Einwohnerentwicklung
| Jahr | Oberglaucha | Niederglaucha |
| 1818 | 93          | 248           |
| 1880 | 166         | 241           |
| 1895 | 158         | 208           |
| 1910 | 153         | 213           |
| 1925 | 140         | 170           |
| 1939 | 128         | 190           |
| 1946 | 199         | 325           |
|      | Glaucha     |               |
| 1950 | 460         | 460           |
| 1964 | 368         | 368           |
| 1990 | 338         | 338           |

## Sehenswürdigkeiten
- Kirche in Oberglaucha

Die Kirche in Oberglaucha stammt aus dem 13. Jahrhundert. Sie besitzt einen kleinen Turm mit einer kleinen und einer größeren Glocke. Die kleine stammt aus der Zeit um 1300, die größere wurde 1488 gegossen.
- Kirche in Niederglaucha

Die barocke Kirche in Niederglaucha stammt aus dem Jahr 1703, die Orgel stammt aus dem Jahre 1784. Ein Vorgängerbau aus der Zeit um etwa 1220 gehörte dem hiesigen Rittergut. Von 1984 bis 1989 wurde die Kirche saniert.